# Luís Augusto de Saxe-Coburgo-Gota
Luís Augusto de Saxe-Coburgo-Gota (em alemão:  Ludwig August Maria Eudes von Sachsen-Coburg und Gotha; Eu, 9 de agosto de 1845 – Karlsbad,  14 de setembro de 1907), foi um príncipe alemão da Casa de Saxe-Coburgo-Gota, Oficial da Marinha Austro-Húngara e Almirante da Marinha Imperial Brasileira, marido da princesa Leopoldina do Brasil, filha do imperador Dom Pedro II.
Após passar a infância entre França, Bélgica, Alemanha e Áustria-Hungria, Augusto ingressou na marinha austro-húngara, em 1861, aos dezesseis anos de idade. Dois anos depois, em 1863, ele e seu irmão, Fernando Felipe, foram indicados pelas representações das potências europeias como herdeiros de seu tio Ernesto II de Saxe-Coburgo-Gota, no plebiscito que elegeria o novo rei da Grécia, vago em virtude da deposição de Oto, no ano anterior. Entretanto o projeto fracassou e Augusto continuou sua carreira na marinha, participando da Guerra dos Ducados do Elba, em 1864.
Poucos meses após o conflito, a vida do príncipe tomou um rumo diferente. Sua família, pretendendo casá-lo com a Princesa Isabel, herdeira do trono do Império do Brasil, enviou-o em viagem para conhecer a jovem. Para desespero dos Saxe-Coburgo, Augusto casou-se com a princesa Leopoldina, irmã mais nova de Isabel, em 15 de dezembro de 1864. Nomeado almirante da Marinha Imperial, participou com seu sogro, o imperador dom Pedro II, da Guerra do Paraguai (1864-1870). Com a vitória brasileira ele e sua esposa, que já havia dado à luz três filhos, fizeram várias viagens à Europa, onde Leopoldina morreu em 1871. O príncipe, então, decidiu instalar-se definitivamente na Áustria, confiando a criação de seus dois filhos mais velhos - à época herdeiros presuntivos à coroa do Brasil devido à falta de filhos da princesa Isabel - aos sogros.
Livre da responsabilidade de criar e educar dois possíveis herdeiros do Império, dedicou a maior parte de seu tempo à caça, sua grande paixão. Seus últimos anos foram marcados pela morte de um de seus filhos mais novos, pela queda da monarquia constitucional no Brasil e pela loucura de seu filho mais velho, internado em 1891. Augusto morreu poucos meses depois de sua mãe, a princesa Clementina de Orléans, em 1907.

## Biografia

### Família e primeiros anos

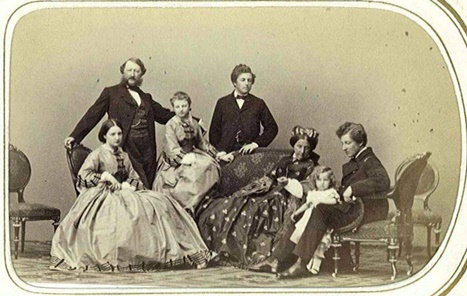
Os Saxe-Coburgo-Koháry em 1863. Da esquerda para a direita: Maria Adelaide, Augusto, Maria Luísa, Fernando Filipe, Clementina de Orléans, Fernando Maximiliano (futuro czar da Bulgária) e Luís Augusto.

Segundo filho do príncipe Augusto de Saxe-Coburgo-Gota e da princesa Clementina de Orléans, Augusto nasceu no Chateau d'Eu, na França, onde sua mãe optou por dar à luz seus filhos. Seus padrinhos de batismo foram seu tio materno, o Luís de Orléans, Duque de Nemours, e sua tia-avó paterna, a Duquesa de Saxe-Coburgo-Gota. Seus avós paternos foram o príncipe Fernando de Saxe-Coburgo-Gota e a princesa Maria Antônia de Koháry e seus avós maternos foram o rei Luís Filipe I da França e Maria Amélia de Nápoles e Sicília. Foi sobrinho do rei Fernando II de Portugal (consorte da rainha dona Maria II), primo do Conde d'Eu e irmão do czar Fernando I da Bulgária.
Ainda criança excursionou pela Europa, passando sua infância entre França, Bélgica, o Ducado de Saxe-Coburgo-Gota e o Império Austro-Húngaro. Durante uma de suas viagens à França, o jovem príncipe presencia a Revolução de 1848, que pôs fim à monarquia e forçou sua família a fugir para o Reino Unido.
Ao contrário do costume da época, Augusto e Clementina encarregaram-se pessoalmente da criação dos filhos, sendo descritos como muito atenciosos. Seu pai iniciou-o nas artes da caça, que tornou-se uma das grandes paixões do príncipe na idade adulta.

### Estudos e formação militar

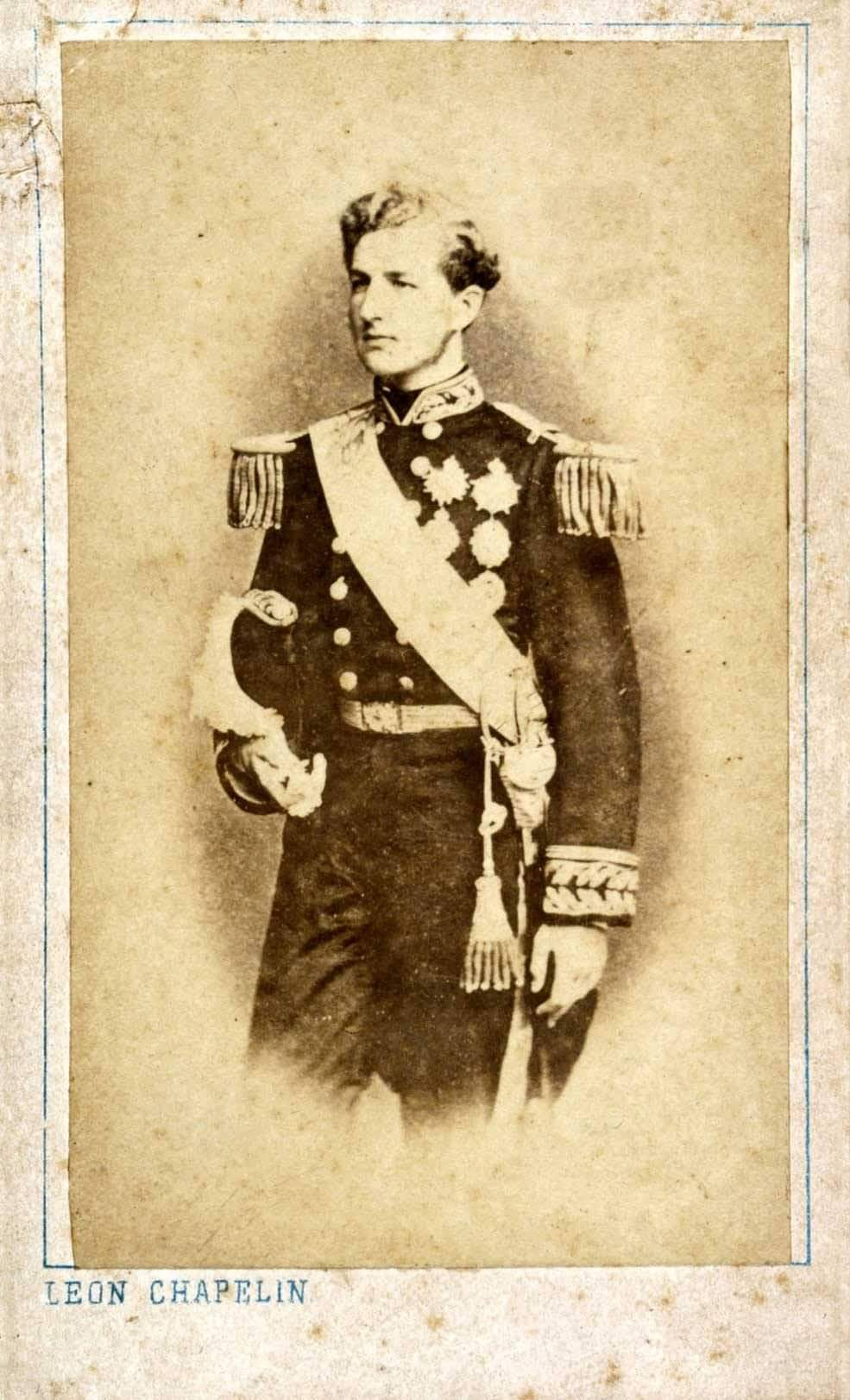

A educação do príncipe ficou a cargo de preceptores, mas seu progresso era monitorado por professores da Escola de Schatten, em Viena. Fascinado pelo mar e pelos navios, o jovem desejava seguir carreira na Marinha. Aos quinze anos de idade, seus pais matricularam-no no curso preparatório para que ele pudesse ingressar na escola de marinha austríaca, no ano seguinte.
Em outubro de 1861, Augusto foi aprovado no exame de admissão para a Academia Naval, sendo nomeado aluno da primeira classe. Em seguida, partiu para Trieste para dar início ao seu treinamento.

### O trono da Grécia

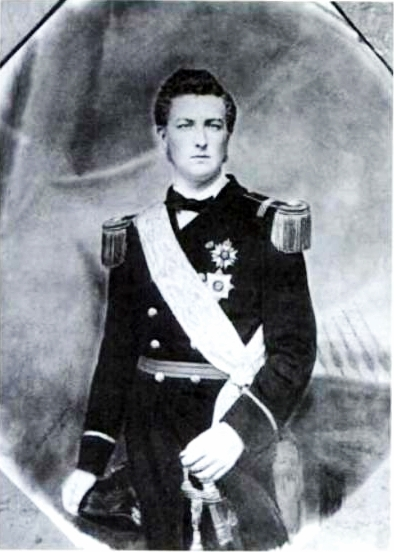
Luís Augusto com a farda de oficial da Marinha

Em 1863, Augusto encontrava-se a bordo da fragata Novara quando seu nome e o de seu irmão Fernando Felipe foram cogitados pelas potências europeias na questão do plebiscito que escolheria o novo rei da Grécia. Seu tio, o Ernesto II, era um dos potenciais candidatos ao trono do deposto Oto e, por não ter filhos, considerou-se nomear um de seus sobrinhos mais velhos como seu herdeiro presuntivo.
No entanto, o duque de Saxe-Coburgo-Gota impõe uma série de condições para aceitar a coroa e, diante da recusa das grandes potências em satisfazer suas exigências, Ernesto foi forçado a desistir do trono grego. Por outro lado, os pais de Augusto e Fernando consideraram inaceitável que seus filhos, membros do ramo católico Saxe-Coburgo-Koháry, se convertessem à fé Ortodoxa Grega em troca de ocupar um trono estrangeiro. Finalmente, em junho de 1863, o príncipe Jorge da Dinamarca foi eleito rei da Grécia.

### Oficial da marinha austríaca

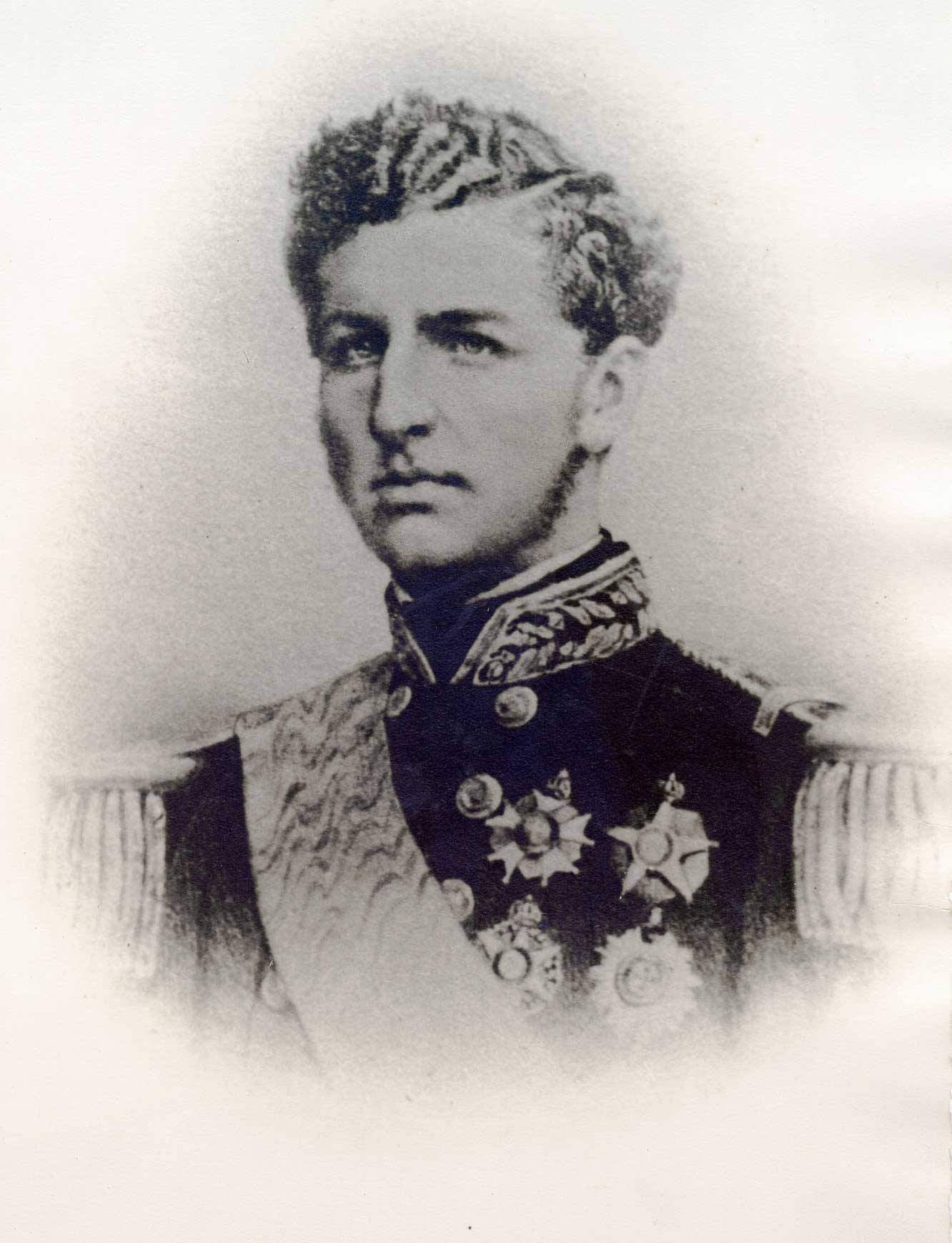

Em fevereiro de 1864, Augusto foi aprovado no exame para oficial da Marinha, sendo promovido a segundo-tenente. A bordo do Elizabeth, toma parte da Guerra dos Ducados, em que tropas austro-húngaras e prussianas lutaram contra a Dinamarca pela posse dos Ducados de Schleswig e Holstein. A experiência bem sucedida rendeu ao príncipe várias condecorações concedidas pelo Império Austro-Húngaro e pelo Reino da Prússia.

### Casamento

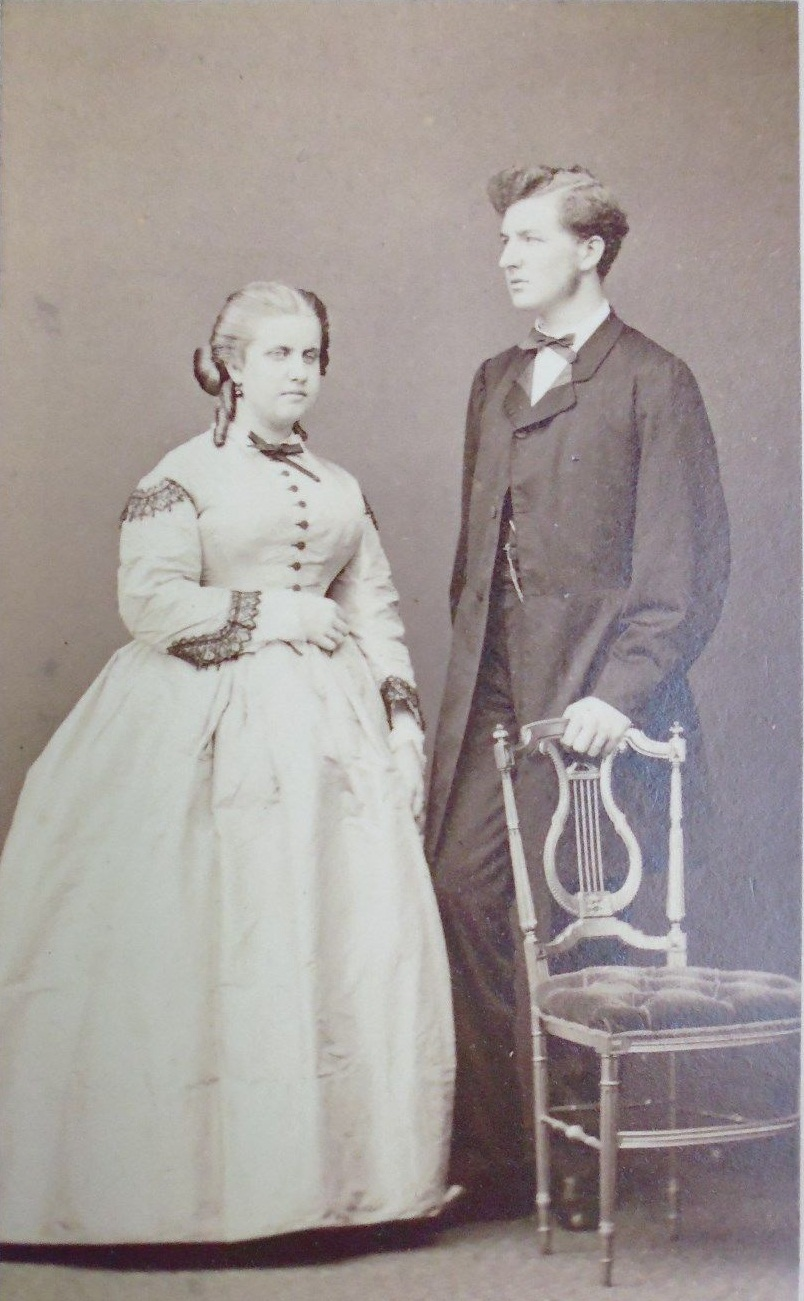
Luís Augusto e sua esposa a princesa Leopoldina do Brasil em 1865.

No início de 1860, o imperador dom Pedro II do Brasil, que não tinha herdeiros masculinos, procurava casar suas filhas Isabel e Leopoldina, para garantir sua sucessão. Voltando-se para as cortes europeias pediu à sua irmã, D. Francisca de Bragança, Princesa de Joinville, e ao cunhado auxílio para encontrar dois jovens príncipes que pudessem desposar suas filhas. De todos os nomes disponíveis, dom Pedro escolheu seu sobrinho, o príncipe Pedro de Orléans, Duque de Penthièvre, e o príncipe Filipe da Bélgica, Conde de Flandres (filho do rei Leopoldo I da Bélgica). Entretanto, os dois jovens recusaram a proposta e a escolha do imperador finalmente recai sobre o príncipe Augusto e seu primo, Gastão de Orléans, Conde d'Eu.
Ao contrário de seus primos, Gastão e Augusto aceitam a proposta de casamento. Além disso, os Saxe-Coburgo animaram-se em imaginar um de seus descendentes desposando a filha mais velha do imperador e assumindo o trono do Brasil. Entretanto, dom Pedro II recusa-se categoricamente a casar as princesas sem que estas possam opinar sobre os pretendentes. Ele então impõe como condição aos matrimônios uma visita prévia dos príncipes ao Brasil para conhecer a família imperial. Após muita procrastinação, Augusto e Gastão embarcam em Lisboa em agosto de 1864, chegando ao Rio de Janeiro em 2 de setembro. No mesmo dia, reuniram-se à família imperial no Palácio de São Cristóvão e conheceram as duas princesas. Outras reuniões foram realizadas nos dias que se seguiram, até que dom Pedro informasse aos príncipes que a princesa Isabel escolhera o conde d'Eu para seu marido e que a princesa Leopoldina escolhera Augusto.
Enquanto na Europa os Saxe-Coburgo estavam decepcionados com a escolha da Princesa Imperial, Augusto - a quem a noiva passou a tratar carinhosamente como Gusty - sentia-se aliviado. Jovem e ambicioso mas, ao mesmo tempo, amante da vida mundana, ele não escondeu sua alegria com a perspectiva de voltar ao velho continente e livrar-se do papel ingrato de príncipe consorte. O noivado de ambos os casais ocorreu em 18 de setembro. O casamento de dona Isabel e o conde d'Eu foi celebrado em 15 de outubro e o de dona Leopoldina e Augusto em 8 de dezembro de 1864.

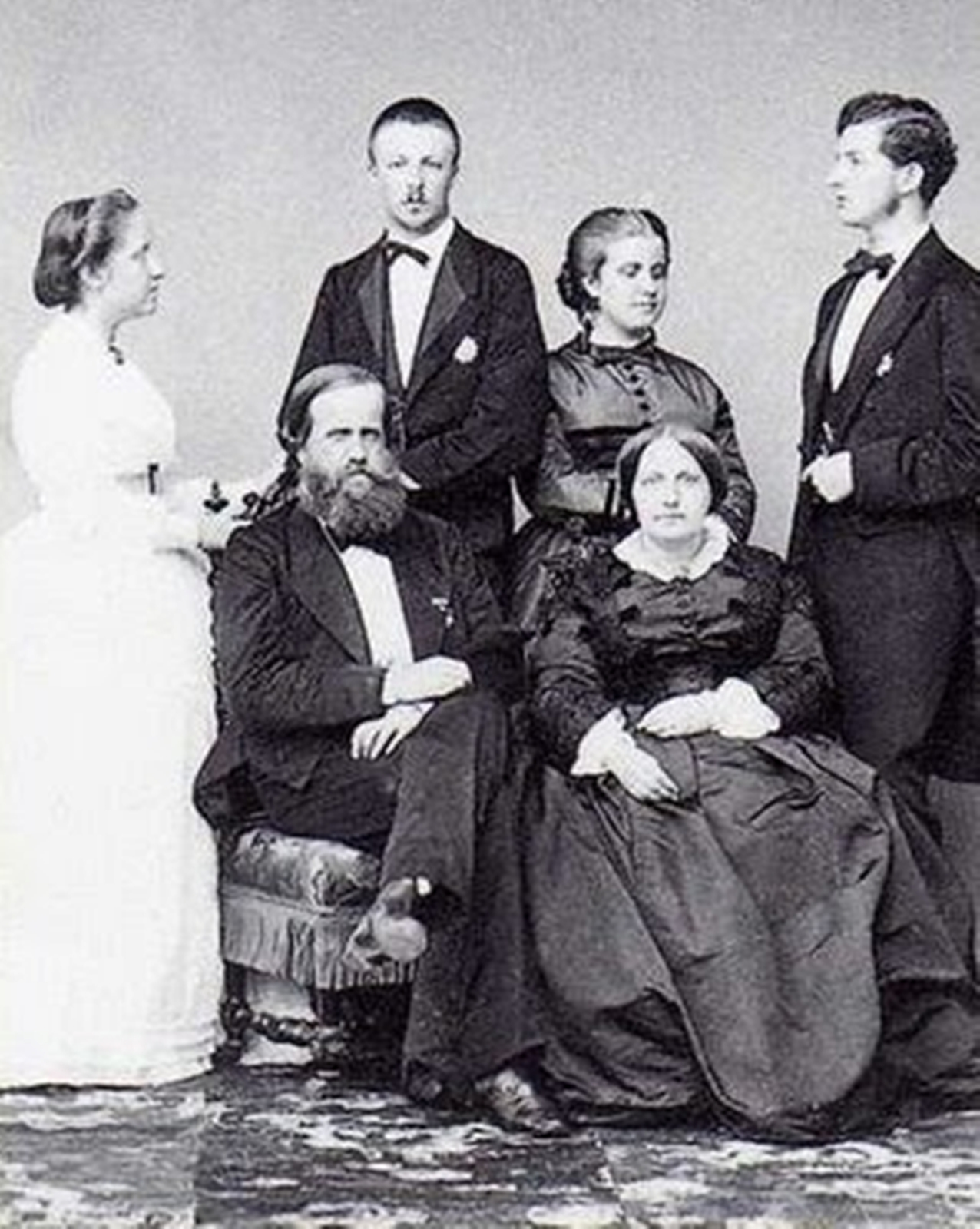
A Família Imperial: (em pé) dona Isabel, Conde d'Eu, dona Leopoldina e dom Luís Augusto; (sentados) dom Pedro II e dona Teresa Cristina

Em 18 de fevereiro de 1865, o casal assina um contrato no qual se compromete a residir parte do ano no Brasil e, caso dona Leopoldina engravidasse antes da irmã, que seus filhos nasceriam em território brasileiro. Em troca, receberiam uma subvenção do governo imperial, no período em que estivessem no Brasil. Os Saxe-Coburgo-Koháry comprometeram-se a acrescentar um milhão de francos ao patrimônio do príncipe, que já recebia uma pensão mensal de sua família para manutenção do casal.

### Exército e Marinha Imperial

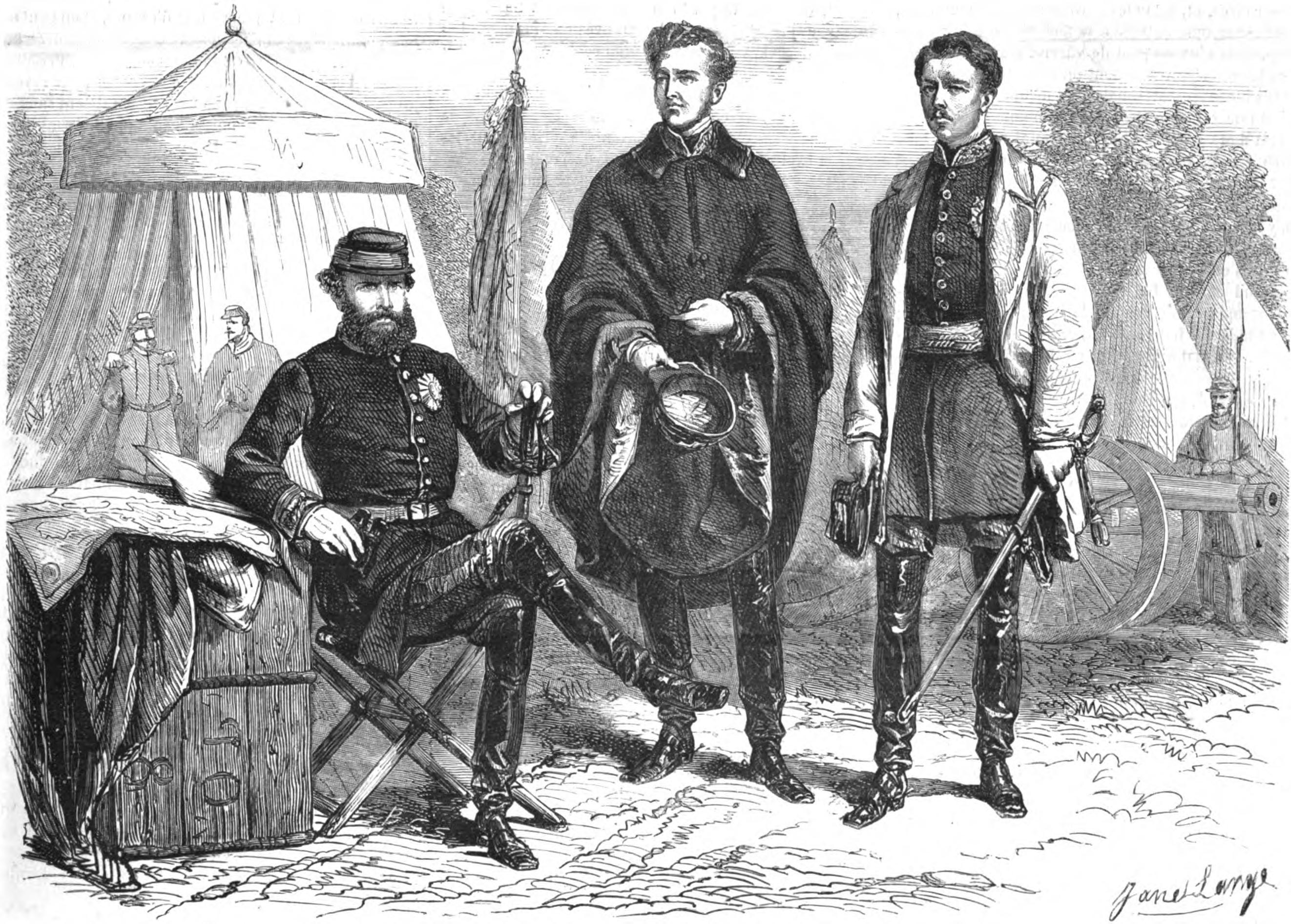
O Imperador D. Pedro II com os seus dois genros, o Duque de Saxe-Coburgo-Gota e o Conde d'Eu, em Alegrete, durante a Guerra do Paraguai

Após seu casamento, Augusto recebeu o posto de almirante da Armada Imperial e tornou-se grã-cruz de todas os ordens imperiais.
Em maio de 1865 eclode a Guerra do Paraguai, unindo Brasil, Argentina e Uruguai contra o ditador paraguaio Francisco Solano López. Disposto a atuar na defesa de sua nova pátria, o príncipe participou do conflito ao lado de seu sogro e de seu cunhado. Durante a campanha ele passou mais de 500 horas montado a cavalo, a maior parte delas galopando, comportamento combativo que muito satisfez o imperador. Ainda assim, o príncipe era mais dado aos prazeres que ao trabalho e o monarca logo percebeu que a personalidade encantadora do genro escondia uma grande dose de inconstância.
Após a Rendição de Uruguaiana, em 18 de setembro de 1865, a guerra se define favoravelmente à Tríplice Aliança e Pedro II, Augusto e o conde d'Eu deixam o teatro de operações, retornando ao Rio de Janeiro.

### Entre o Brasil e a França

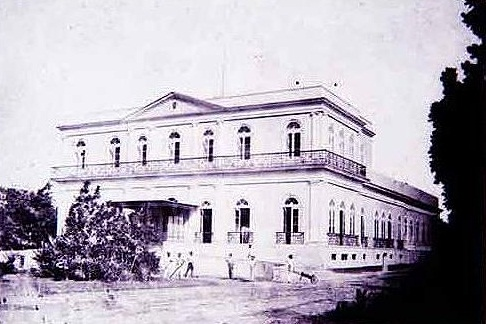
O Palácio Leopoldina, residência oficial do casal no Rio de Janeiro.

De volta do front, Augusto instala-se com sua esposa no Palácio Leopoldina, nos arredores do Palácio de São Cristóvão. Naquela época, o relacionamento do casal com a princesa Isabel e seu marido, apesar de cordial, não era muito próximo. As relações eram mais complicadas com o imperador, que temia as ambições da Casa de Saxe-Coburgo-Gota e considerava seu genro demasiadamente superficial. Tal sentimento também parecia ser compartilhado por muitos brasileiros. O visconde de Taunay, político e escritor, descreveu Augusto como um homem completamente indiferente ao seu novo país, interessando-se apenas pela caça e pelos prazeres da Europa.
Em 19 de março de 1866, a princesa Leopoldina deu à luz seu primeiro filho, um menino chamado Pedro em homenagem ao seu avô materno. Poucas semanas depois, em 9 de maio, eles embarcariam para a Europa, onde visitaram familiares de Augusto no Reino Unido, Bélgica, Alemanha e Áustria.
O retorno do príncipe para Viena coincidiu com a eclosão da Guerra Austro-Prussiana, que resultaria na derrota dos Habsburgo na Batalha de Königgrätz. Para escapar do conflito e suas possíveis consequências, Augusto e sua família seguiram para a Hungria, onde os Saxe-Coburgo-Koháry possuiam vastos domínios.
Com a restauração da paz, o príncipe pôde reencontrar seus pais e manifestar seu desejo de se estabelecer permanentemente na Áustria. Porém, a nova gravidez de dona Leopoldina o obrigou a retornar ao Brasil em julho de 1867.

### Fundador de uma nova dinastia?

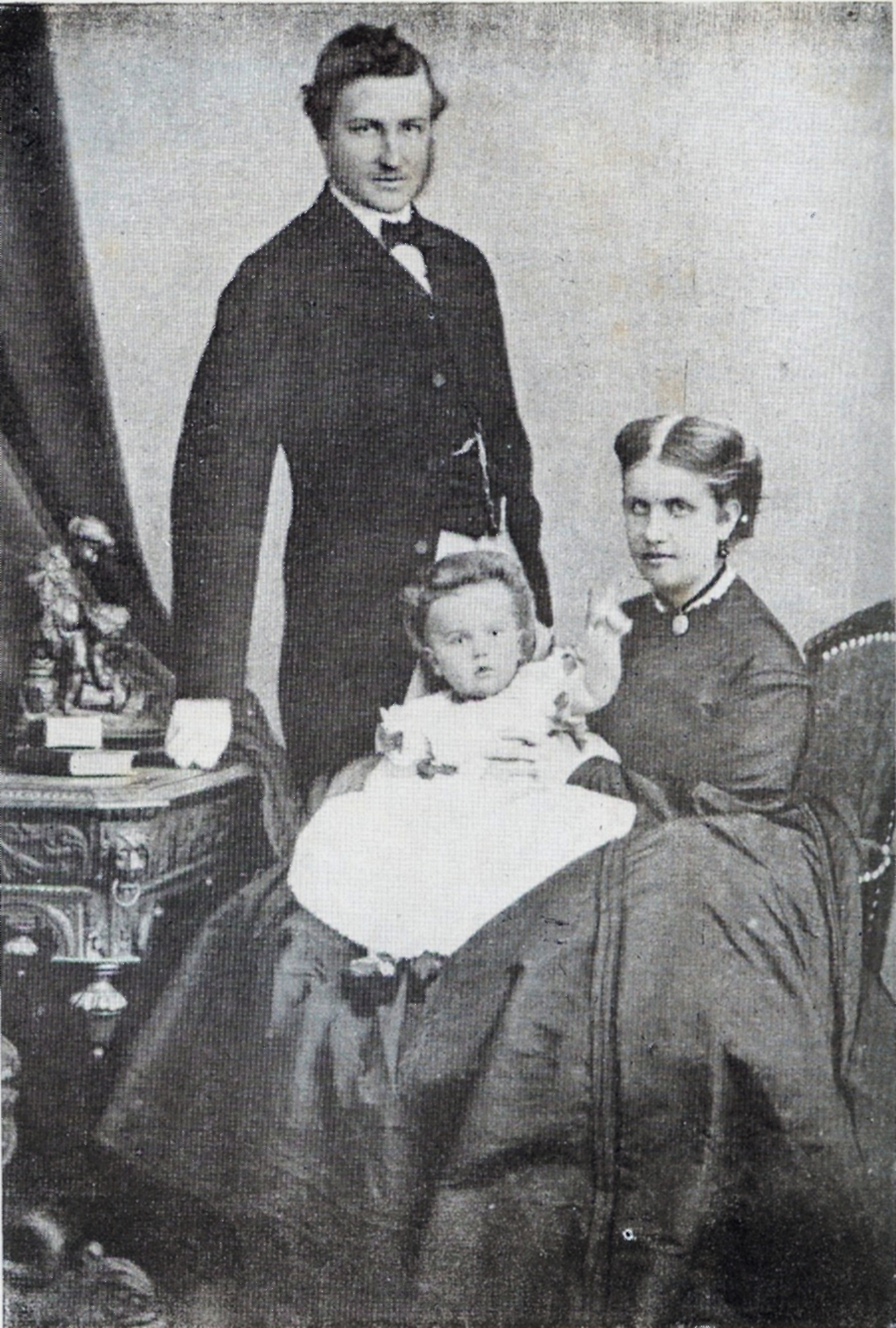
Dom Luís Augusto, dona Leopoldina e dom Pedro Augusto, primeiro filho do casal e primeiro neto de dom Pedro II, em 1867

Em 6 de dezembro de 1867, dona Leopoldina deu à luz seu segundo filho, um menino chamado Augusto, como seu pai e seu avô paterno. O terceiro filho, José, viria dois anos depois, em 21 de maio de 1869. Enquanto isso, a Princesa Imperial ainda não havia gerado nenhum herdeiro, o que colocava os Saxe-Coburgo-Koháry no topo da linha de sucessão ao trono do Império.
No final de 1869, Augusto e sua família retornam à Europa e, quando descobrem que Leopoldina está novamente grávida, no início de 1870, decidem não voltar para o Brasil. Assim, em 15 de setembro, nasce Luís, quarto e último filho do casal, no Castelo de Ebenthal, na Baixa Áustria. No entanto, o nascimento da criança não foi tão celebrado quanto os demais, pois dona Leopoldina contraiu febre tifóide poucas semanas após o parto, morrendo em 7 de fevereiro de 1871.
Viúvo, o príncipe Augusto decide instalar-se definitivamente na Áustria. Apesar disso, manteve os laços com o país de sua esposa, mantendo os cargos de presidente do Conselho Supremo da Marinha Imperial e de presidente honorário do Instituto Histórico e Geográfico Brasileiro. Até a queda da monarquia em 1889, o príncipe viajaria várias vezes ao Brasil.
Dom Pedro II aceita a decisão do genro, mas pede a ele a guarda de seus netos para criá-los como seus possíveis herdeiros. Um conselho de família decidiu que os dois filhos mais velhos do príncipe, dom Pedro Augusto e dom Augusto Leopoldo, deveriam ser criados pela Família Imperial, enquanto os dois mais novos ficariam sob a guarda do pai. Para que a separação não fosse traumática para as crianças, Augusto acompanhou-os em sua viagem ao Brasil, em março de 1872, entregando-os aos cuidados dos avós maternos.

### Viuvez
De volta à Áustria, Augusto passa a viver com seus pais, e sua mãe, Clementina de Orléans, substitui dona Leopoldina na educação de seus filhos. Livre da maior parte de suas funções oficiais, o príncipe dedica-se à caça com paixão. O recorde mundial de caça à Camurça ainda pertence a ele, que abateu 3.412 animais em suas caçadas. Também passou a viajar regularmente a Paris, onde passava longas temporadas na companhia de belas jovens.

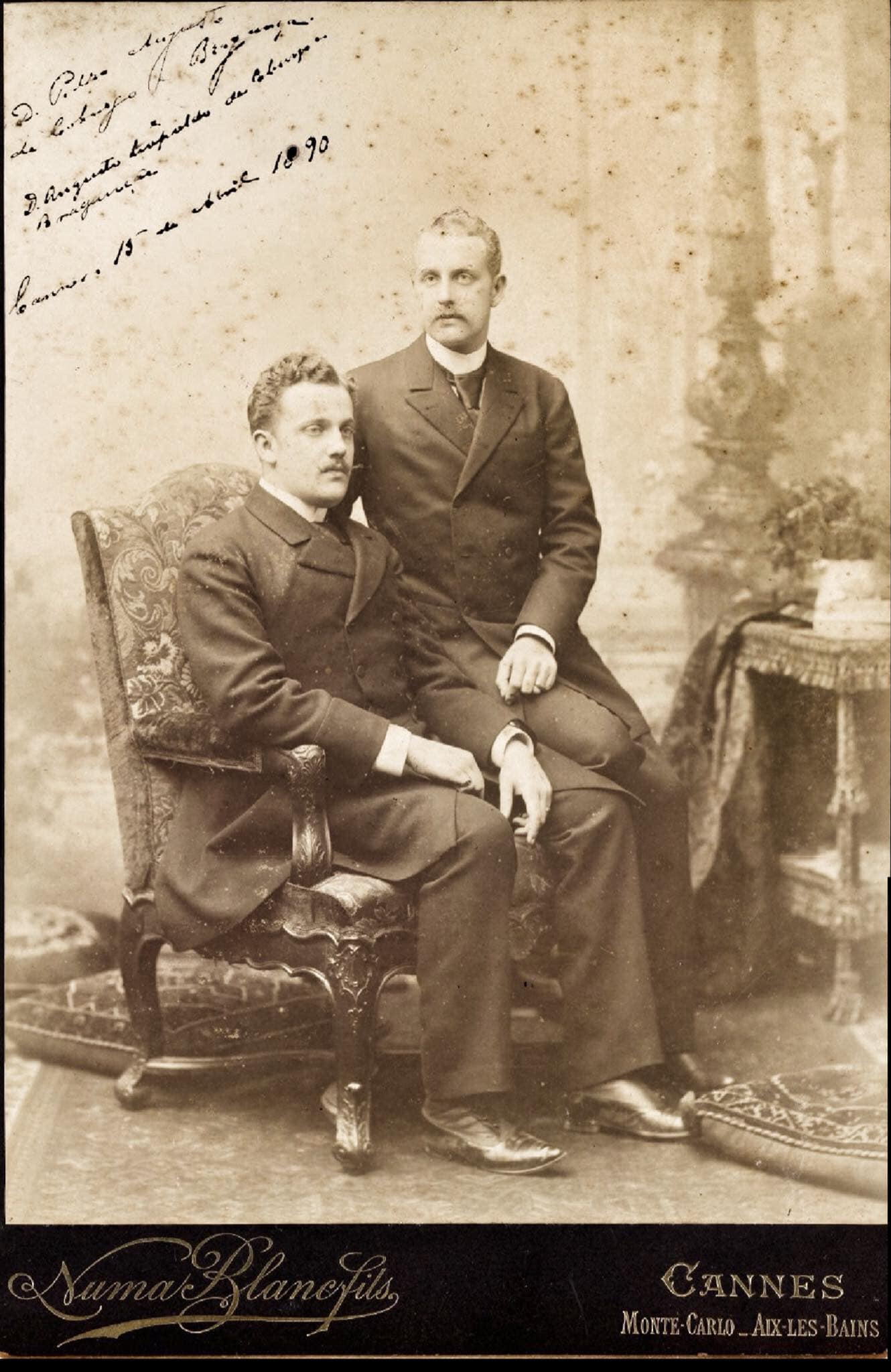
Dom Pedro Augusto (à esquerda) e dom Augusto Leopoldo no exílio em Cannes. Foto datada de 15 de abril de 1890 e autografada pelos príncipes

Augusto também empreendeu viagens ao redor do mundo. Em julho de 1872 iniciou, com seu irmão Fernando Filipe, uma turnê que durou nove meses e o levou a lugares como a Índia e as ilhas do Havaí. Em 1876 foi caçar nos Estados Unidos, onde reencontrou seus sogros. Em 1879, visitou o Brasil juntamente com outro irmão, o futuro Fernando I da Bulgária e, e em 1882, foi para a África para uma nova expedição de caça.
O príncipe também realizou algumas missões a serviço de dom Pedro II, como presidir a representação brasileira na Exposição Universal de Viena, em 1873.

### O golpe de Estado republicano e suas consequências
Em agosto de 1888, o príncipe José, seu terceiro filho, morre de pneumonia na Academia Militar de Wiener Neustadt, próximo a Viena, aos dezenove anos de idade. Augusto ficou arrasado e sua mãe fez inúmeros esforços para confortá-lo. Entretanto, este não foi o único infortúnio a afetar os filhos do príncipe.
Desde 1875, dom Pedro Augusto e dom Augusto Leopoldo foram preteridos na sucessão ao trono brasileiro. Após vários anos de aparente esterilidade, a Princesa Imperial finalmente deu à luz três filhos: dom Pedro de Alcântara (1875), dom Luís (1878) e dom Antonio (1881), primeiros representantes da dinastia de Orléans e Bragança. Apesar disso, os dois filhos de dona Leopoldina continuaram vivendo com os avós no Brasil. Dom Augusto Leopoldo, a exemplo de seu pai, ingressou na Marinha Imperial - onde chegou a segundo-tenente-, enquanto dom Pedro Augusto cursou a Escola Polytechnica.
Com a proclamação da república, em 15 de novembro de 1889, toda a família imperial é forçada a partir para o exílio. Durante a travessia do Atlântico, dom Pedro Augusto, um dos mais afetados pelos acontecimentos, apresentou os primeiros sintomas dos distúrbios mentais que o acompanhariam até o fim da vida. Ao tentar esganar o capitão do navio, o príncipe foi detido e isolado em sua cabine, onde foi acometido de delírios persecutórios. Seu irmão, que encontrava-se a bordo do Cruzador Almirante Barroso em viagem com a armada imperial, foi deixado em Colombo, no Ceilão, tão logo tomou-se conhecimento do golpe de Estado, levando várias semanas para juntar-se à família na Europa.

### A loucura de dom Pedro Augusto
Em janeiro de 1891, dom Augusto Leopoldo consegue, por intermédio de seu pai, permissão do imperador Francisco José I para ingressar na Marinha Austro-Húngara. Tendo resolvido a colocação de seu segundo filho, Augusto envia dom Pedro Augusto em uma viagem pela Europa, a fim de fazê-lo esquecer os acontecimentos no Brasil. No entanto, o príncipe mostra-se o tempo todo muito preocupado com a situação política no antigo império.
Em 1 de dezembro de 1891, dom Pedro II morre em Paris, abalando profundamente seu neto mais velho. Já desorientado pela queda do Império do Brasil, dom Pedro Augusto afunda em depressão e tenta o suicídio. Perante esta situação, seu pai decide interná-lo num sanatório, onde permaneceu até sua morte, em 1934.

### Últimos anos
Após a queda do império, Augusto foi reintegrado à Marinha Austro-Húngara. No entanto, passou a dividir a maior parte de seu tempo entre sua propriedade em Schladming, nos Alpes austríacos, e Paris, onde tentava esquecer sua condição de viúvo. No restante do tempo, continuava a praticar a caça e passou a colecionar relógios. Também viajou para outros lugares, como a Bulgária, onde seu irmão mais novo, Fernando, havia sido eleito czar em 1887.

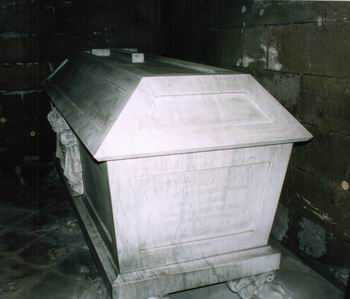
Túmulo de Luís Augusto, em St. Augustinkirche, Coburgo

Em 16 de fevereiro de 1907, Clementina de Orléans morre em Viena, aos 90 anos de idade. Bastante abalado pela perda de sua mãe, Augusto morreu poucos meses depois, em 14 de setembro, em Karlsbad. De acordo com seu último desejo, seu coração foi embalsamado e depositado em uma urna de ouro de Minas Gerais. Quanto ao seu corpo, foi vestido com a farda de almirante da Marinha do Brasil e enterrado ao lado de sua esposa, na cripta da St. Augustinkirche, em Coburgo.
Somente seus dois filhos mais novos permaneceram com a nacionalidade alemã, os mais velhos ficaram com nacionalidade brasileira. Os descendentes de Augusto Leopoldo formam o ramo de Saxe-Coburgo e Bragança.

## Descendência
| Nome    | Foto | Nascimento | Falecimento | Notas |
| ------- | ---- | ---------- | ----------- | --- |
| Pedro   |      | 1866       | 1934        | Príncipe do Brasil e de Saxe-Coburgo-Gota. Começou a apresentar distúrbios mentais logo após o banimento da família imperial brasileira em decorrência da Proclamação da República, em 15 de novembro de 1889. Morreu em um hospício nos arredores de Viena. |
| Augusto |      | 1867       | 1922        | Príncipe do Brasil e de Saxe-Coburgo-Gota. Casado (1894) com a arquiduquesa Carolina de Áustria-Toscana, com descendência. |
| José    |      | 1869       | 1888        | Príncipe de Saxe-Coburgo-Gota. Não se casou. |
| Luís    |      | 1870       | 1942        | Príncipe de Saxe-Coburgo-Gota. Casado em primeiras núpcias (1900) com Matilde da Baviera e, em segundas núpcias (1907), com Ana de Trauttmansdorff-Weinsberg. Ambas as uniões geraram descendência.                                                          |

## Títulos e Honrarias

### Título e estilo
- 9 de agosto de 1845 – 14 de setembro de 1907: Sua Alteza Real, o Príncipe Luís Augusto de Saxe-Coburgo-Gota, Duque da Saxônia

### Honrarias
- Grã-Cruz da Ernestina Casa Ducal de Saxe[77]

- Grã-Cruz da Imperial Ordem de Pedro I[77]

- Grã-Cruz da Imperial Ordem do Cruzeiro[77]

- Grã-Cruz da Imperial Ordem da Rosa

- Grã-Cruz da Imperial Ordem de São Bento de Avis[77]

- Grã-Cruz da Imperial Ordem de Sant'Iago da Espada[77]

- Cavaleiro da Ordem de São Huberto da Baviera[77]